# 螢火蟲 (DC漫畫)
螢火蟲（英語：Firefly）是一名登場於DC漫畫出版的漫畫書中的虛構超級反派，是蝙蝠俠的敵人之一。DC漫畫曾有兩個人使用過此名號，第一個是加菲爾德·林斯，首次登場於《偵探漫畫》#184（1952年6月）。該角色的創作者為France Herron與Dick Sprang。
第二名是泰德·卡森，首次登場於《蝙蝠俠》#126（1959年），創作者為比爾·芬格和Sheldon Moldoff。

## 人物

### 最終危機前

#### 加菲爾德·林斯
林斯本來是名電影特效工作者，專長是爆破與煙火。但隨著時間過去，他逐漸沉迷於其中，並不滿足於在電影裡呈現火焰的效果，他試圖在現實生活中展現自己的專長，但被蝙蝠俠和羅賓給阻止。
事後逃亡的他認為蝙蝠俠阻止了他的夢想，於是他自號為「螢火蟲」，開始了他犯罪的生涯。

### 最終危機後
最終危機事件後，DC漫畫重整了出版漫畫的故事線，並修正了一些角色自相矛盾的起源和故事，這其中也包括了螢火蟲這個角色。

### 新52
在DC漫畫以新52計畫重啟所有漫畫故事線後，現任的螢火蟲是泰德·卡森，他使用起原為林斯的裝備到處縱火，並和夜翼、蝙蝠女孩交手。

## 其他媒體

### 電影
- 《蝙蝠女孩》：取消上映電影，由布蘭登·費雪飾演「螢火蟲」加菲爾德·林斯。

### 動畫電影
- 《蝙蝠俠：勢不兩立》：由史蒂夫·布魯姆配音。

### 電視劇
- DC動畫宇宙
  - 《蝙蝠俠新冒險》：由馬克·羅斯頓配音。
  - 《正義聯盟》：同為馬克·羅斯頓配音。
  - 《未來蝙蝠俠》
- 《新蝙蝠俠》：由詹森·馬斯登配音。
- 《蝙蝠俠智勇悍將》：由羅賓·阿特金·唐斯配音。
- 《DC 超級英雄女孩》：由凱瑞·派頓配音。
- 《綠箭俠》：由Andrew Dunbar扮演。
- 《萬惡高譚市》：這版的螢火蟲是名女性，名為布莉姬特·派克。由蜜雪兒·溫提米利亞扮演[2]。

### 電子遊戲
- 樂高蝙蝠俠系列：
  - 《樂高蝙蝠俠3：飛越高譚市》：螢火蟲（加菲爾德·林斯）有在其中登場。

- 蝙蝠俠：阿卡漢系列：登場的是加菲爾德·林斯，由克里斯賓·弗里曼配音[3]。
  - 《蝙蝠俠：阿卡漢瘋人院》：可以從報紙上得知螢火蟲又出來犯罪的訊息。
  - 《蝙蝠俠：阿卡漢起源》：登場的是最終危機後的林斯的版本，黑面具（實為小丑假扮）邀請來消滅蝙蝠俠的八名刺客之一，在大橋上四處縱火和放置炸彈，引來高譚警局和蝙蝠俠，最後被蝙蝠俠擊敗。
  - 《蝙蝠俠：阿卡漢騎士》：支線任務中登場，螢火蟲會在各地縱火，找到其縱火處再用蝙蝠車追逐使其耗盡噴射背包燃料三次之後，蝙蝠俠便可抓住對方送進高譚警局。

## 外部連結
- 螢火蟲（加菲爾德·林斯） （页面存档备份，存于） at DC Comics Wiki
- 螢火蟲（泰德·卡森 地球1） （页面存档备份，存于） at DC Comics Wiki
- 螢火蟲 （泰德·卡森 Prime-Earth） （页面存档备份，存于） at DC Comics Wiki
- 螢火蟲（加菲爾德·林斯） （页面存档备份，存于） at Comic Vine
- 螢火蟲（泰德·卡森） （页面存档备份，存于） at Comic Vine